# Геллер, Ласло
Ласло Геллер (1907—1980) — венгерский профессор, известный созданием системы охлаждения Геллера-Форго для электростанций.

## Биография
Родился в городе Надьварад (совр. Орадя, Румыния) в Австро-Венгрии. В 1931 году Геллер получил учёную степень в области машиностроения в Швейцарской высшей технической школе Цюриха. В 1940-х гг по проекту, разработанному Геллером была построена первая промышленная электростанция. Примерно в то же самое время он вместе с другим венгерским инженером Ласло Форго разработал систему Геллера-Форго. В 1951 году Геллер за свои достижения был удостоен Премии Кошшута. В Будапештском Университете Технологии и Экономики он создал отделение Энергетики и работал там в качестве профессора. Геллер внёс большой вклад в развитие науки статики и разработку принципов энтропии для инженерной практики. В 1962 году Ласло Геллер стал действительным членом Венгерской Академии Наук. Его племянник так же получил степень в области машиностроения, окончив Южнокалифорнийский Университет.

## Сухая система непрямого охлаждения Геллера-Форго
Система, названная в честь её изобретателя Ласло Геллера и его ассистента Ласло Форго, который активно помогал Геллеру внедрять её. Система Геллера-Форго помогла решить весьма важную проблему электростанций — эффективное использование воды. Суть изобретения венгерских учёных заключалась в конденсации пара при помощи впрыска охлаждённой воды. Тёплая вода поступает  в змеевидный теплообменник и охлаждается, после чего снова становится пригодной для использования. Данная технология широко известна и применяется по всему миру.